# José Flores (actor)
José Amado Flores Flores (Tijuana, 1956 - Ciudad de México, 16 de octubre de 1997) fue un actor mexicano, recordado por su personaje de "Jagger" en la exitosa serie ochentera ¡¡Cachún Cachún Ra Ra!!
Su personaje fue uno de los pocos que estuvo durante toda la serie, desde su inicio en 1981 hasta un año antes de su salida del aire en 1986.
El programa tuvo tanto éxito que él junto con el elenco que incluía varios destacados actores como Alma Delfina, Alfredo Alegría, Lupita Sandoval, Fernando Arau, Lili Garza, Ariane Pellicer, Roberto Huicochea, Alicia Encinas, Mario del Río, Martha Zavaleta y Adrián Ramos, entre muchos otros, hicieron presentaciones en vivo varias veces, una de ellas en 1983 en el Teatro San Rafael y en los Televiteatros (actual Centro Cultural Telmex). En 1985 se presentaron en el Teatro de los Insurgentes con la obra Vacachunes pero debido al trágico Terremoto de 1985 la obra tuvo que cancelarse.
Además de su personaje en la serie, José también participó en diversas películas, entre las que se cuentan: Lagunilla, mi barrio, El sexo de los ricos, La justicia en sus manos, Domingo trágico y Cabeza de vaca, entre otras. También participó en las telenovelas Añoranza, Corazones sin rumbo, Soledad, Muchachitas, Dos mujeres, un camino y Tú y yo.
Flores falleció el 16 de octubre de 1997 a causa de una cirrosis hepática.

## Filmografía

### Películas
- El soplón asesino (1994)
- Ansiedad asesina (1992)
- Otro caso de violación (1992)
- Cabeza de vaca (1991) .... Malacosa
- Domingo trágico (1991)
- María la guerrillera (1991)
- La justicia en sus manos (1990)
- Demasiado peligroso... ja, ja, ja (1990)
- El día de las locas (1990)
- Muertes violentas (1990)
- El día de las sirvientas (1989)
- El Francotirador fenómeno (1989)
- Un paso al más acá (1988) .... Luis
- Sabadazo Sábado D.F. (1988) .... detenido
- ¡¡Cachún cachún ra loca, loca, preparatoria) (1984) .... Jagger
- Aladino y la lámpara maravillosa (1982)
- El sexo de los ricos (1981) .... Chico en motocicleta
- Lagunilla, mi barrio (1981)  .... Mesero
- Sin fortuna (1980)
- Gaucho (1978)
- The Hot Box (1972) .... Sgt. Rodríguez

### Telenovelas
- Tú y yo (1996 - 1997) .... Wilfredo Díaz
- Dos mujeres, un camino (1993 - 1994) .... Emiliano
- Muchachitas (1991 - 1992) …. Rolando
- Soledad (1981) .... Nacho
- Corazones sin rumbo (1980) .... Pepe
- Los ricos también lloran (1979) .... Kike
- Añoranza (1979)

### Series de TV
- ¡¡Cachún cachún ra ra!! (1981-1987) ....a Jagger (1981-1986)
- Dr. Cándido Pérez .... Invitado
- La hora marcada
- ABC Afterschool Specials (1978)

## Teatro
- ¡¡Cachún cachún ra ra!! (1983) Teatro San Rafael y los Televiteatros (hoy Centro Cultural Telmex)
- Vacachunes (1985) Teatro de los Insurgentes